# Zaporižja
Zaporižja, Zaporižžja ili Zaporožje (ukr. Запоріжжя, rus.: Запорожье) grad je u jugoistočnoj Ukrajini. Središte je Zaporiške oblasti. U 15. stoljeću na istom je mjestu formirano vojno i političko središte tek pridošlih Zaporoških kozaka, a po gradu Zaporižji imenovana je Zaporoška Republika nastala sredinom 17. stoljeća. Nakon rušenja tog kozačkog središta poznatijeg kao Zaporoška Sič, grad do 1921. nosi ime Aleksandrovsk (ruski) ili Oleksandrivsk (ukrajinski).
Grad Zaporižje jedno je od većih industrijskih središta u Ukrajini i istočnoj Europi. U gradu su posebno poznati Hidroelektrana DniproGes koja je u prethodnom razdoblju krasila sovjetske razglednice prikazivajući industrijsku i energetsku snagu Sovjetskog Saveza. Grad je također poznat po tvornici Auto ZAZ za proizvodnju automobila Zaporožac te po tvornici Motor Sič za proizvodnju zrakoplovnih i helikopterskih mehaničkih mašina.

## Povijest
Arheološki nalazi pokazuju da su na području grada Zaporižja prije 2 do 3 tisuće godina živjeli nomadski narod Skiti. Od 15. do 18. stoljeća ovo mjesto je poznato kao "Zaporoška Sič" odnosno vojno i političko središte ukrajinskih kozaka. Godine 1770. ruska vlada osnovala je na istom dnjeparskom mjestu novu tvrđavu i nazvala ju Aleksandrovsk. Do početka 20. stoljeća Aleksandrovsk je bio mali grad. Grad je nosio ime Aleksandrovsk sve do 1921. godine kada je promijenjeno ime u Zaporožje. Tijekom i nakon Drugog svjetskog rata, u gradu je bio osnovan logor za zarobljenike.
Godine 1789. Mennoniti iz Pruske prihvatili su poziv ruske carice Katarine II. Velike i naselili koloniju Horticja, sjeverozapadno od otoka Horticja. Mennoniti su u vlasništvu imali mlinove, u Aleksandrovsku grade tvornice, a kasnije njihovu imovinu prisvaja komunistička vlada. Nakon ruske revolucije mnogi Mennoniti su emigrirali, pobjegli kao izbjeglice, ili su deportirani. U gradu živi još nekoliko malih zajednica Mennonita, te su ostale očuvane neke njihove građevine. U sovjetskom razdoblju grad Zaporožje pretvoren je u jedno od najindustrijaliziranijih središta u Sovjetskom Savezu.

## Stanovništvo
Po službenom popisu stanovništva iz 2001. godine, grad je imao 817.900 stanovnika, dok je prema procjeni stanovništva iz 2009. godine imao 781.600 stanovnika.

### Poznate osobe
- Aljoša, pjevačica

## Gradovi prijatelji
- Linz, Austrija
- Oberhausen, Njemačka
- Magdeburg, Njemačka
- Lahti, Finska
- Belfort, Francuska
- Novokuznjeck, Rusija

## Šport
- PFK Metalurg Zaporižžja ukrajinski profesionalni nogometni klub

## Vanjske poveznice
- Službena stranica grada  Arhivirana inačica izvorne stranice od 23. svibnja 2006. (Wayback Machine)

### Ostali projekti
|  | Zajednički poslužitelj ima još gradiva o temi Zaporižja |